# Pennisi
Pennisi is een plaats (frazione) in de Italiaanse gemeente Acireale.